# Dodge Wayfarer
Dodge Wayfarer (Додж Вейфарер) — автомобіль компанії Dodge, який виготовлявся з 1949 по 1952 рік. Він був відкинений без заміни в США, хоча серія Kingsway залишилась доступною на ринках експорту. Wayfarer був першим справжнім родстером, збудованим Великою Трійкою від 1930-х. Однак, концепція родстера була скоро замінена на дорожчу Sportabout, так як повоєнні покупці автомобілів вимагали вищий рівень комфорту. Було побудовано всього 9325 родстерів і Sportabout з сумарних 217,623 Wayfarer всіх типів кузова.
Назва моделі "Chrysler Wayfarer" також використовувалась австралійським філіалом Chrysler  для серії моделей пікапів ("юти"), збудованих між кінцем 1958 і 1960 рр. (моделі AP2 і AP3, деякі з них можливо збудовані вже в 1961 році) в 1205 екземплярах. Пізніше був ют під назвою "Chrysler Valiant Wayfarer". Ця модель будувалась з квітня 1965 по серпень 1971.

## 1949

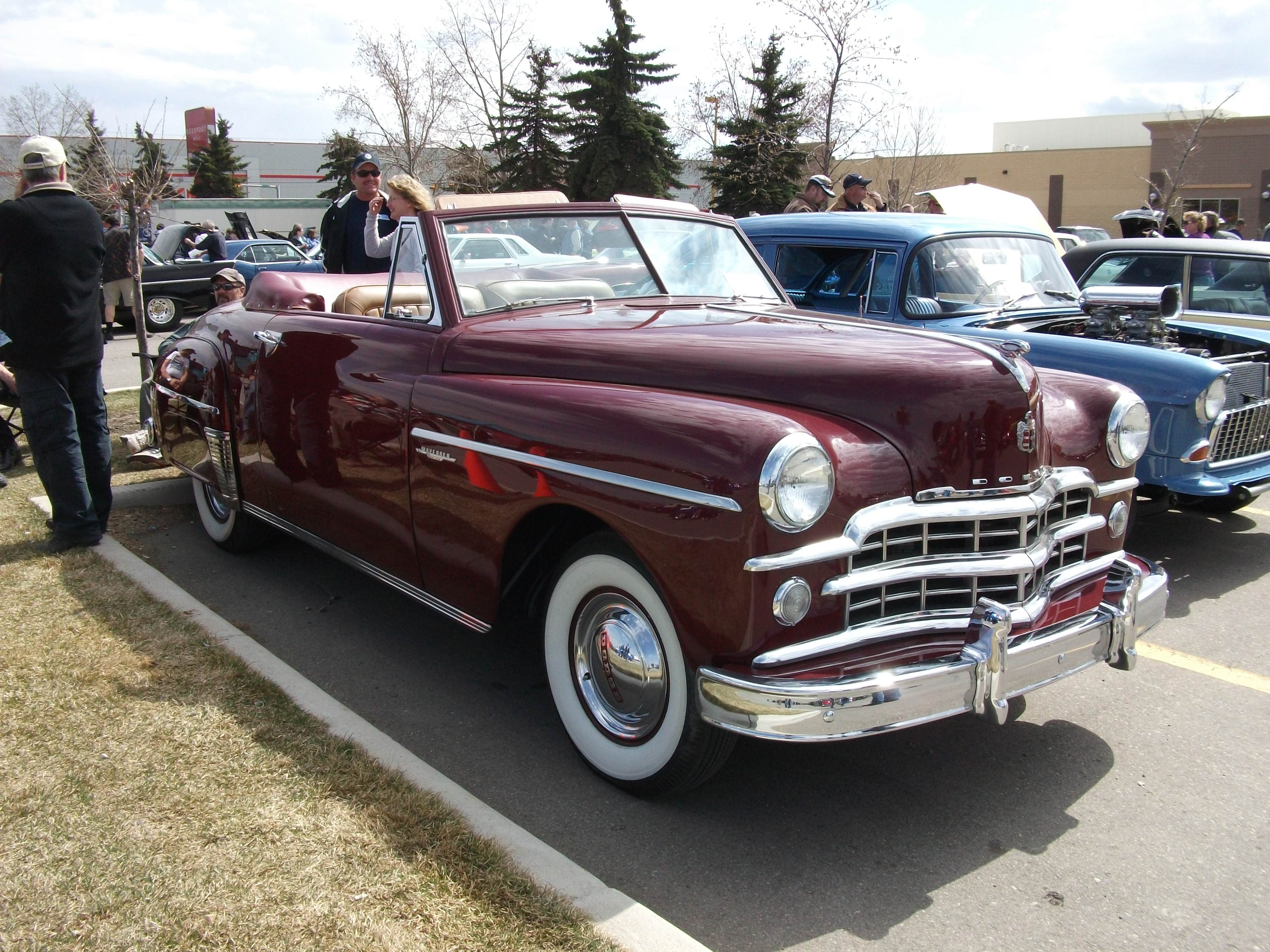
Родстер 1949 року

«Справжні» Dodge 1949 року були представлені в лютому 1949 року, після довгого виробничого циклу 1948 року. Wayfarer (відомий як серія D-29), за винятком його коротшої колісної бази, ділив квадратний корпоративний дизайн нової продукції Chrysler 1949 року. В той час як інші Доджі вдосконалювались в порівнянні з попередніми, Wayfarer досі не мав таких особливостей як гаситель колінчатого валу, новий масляний фільтр Micronic, захищений від бризків розподілювач і гальмівні колодки без заклепок. Двірники вітрового скла були вакуумні, а не електричні, і лише праві двері отримали зовнішній замок – родстер його не мав. Wayfarer приїхав з трьома різними кузовами: 2-дверний седан, 2-дверне бізнес купе, і 2-дверний родстер (які пішли у виробництво лише в травні). Бізнес купе ділило дещо в будові кузова з версією бізнес купе Plymouth, але в іншому Wayfarer мав унікальні штампування.
Родстер мав знімні пластикові бокові вікна замість опускних, і короткий дах, який усунув потребу в задніх бокових вікнах. Основні опускні вентиляційні вікна були доступні як опція. Однак, регламент Каліфорнії на подачу сигналу рукою зазначав, що опускні вікна слід було додати і підігнати до товарних автомобілів штату. Це сталось у вересні, після чого опускні вікна стали рідко вибірковою опцією. Тестували навіть родстер з відкидним сидінням (з кришкою багажника, прикріпленою до дна), але відкриття довелось перенести і вартість оснащення для такої опції ознаменувало те, що її незабаром відкинули.
Виробництво 1949 року склало в сумі 63,816, рівно 25% від сумарної кількості Dodge. З них, 49,054 седани, 9342 купе і 5420 родстерів.

## 1950

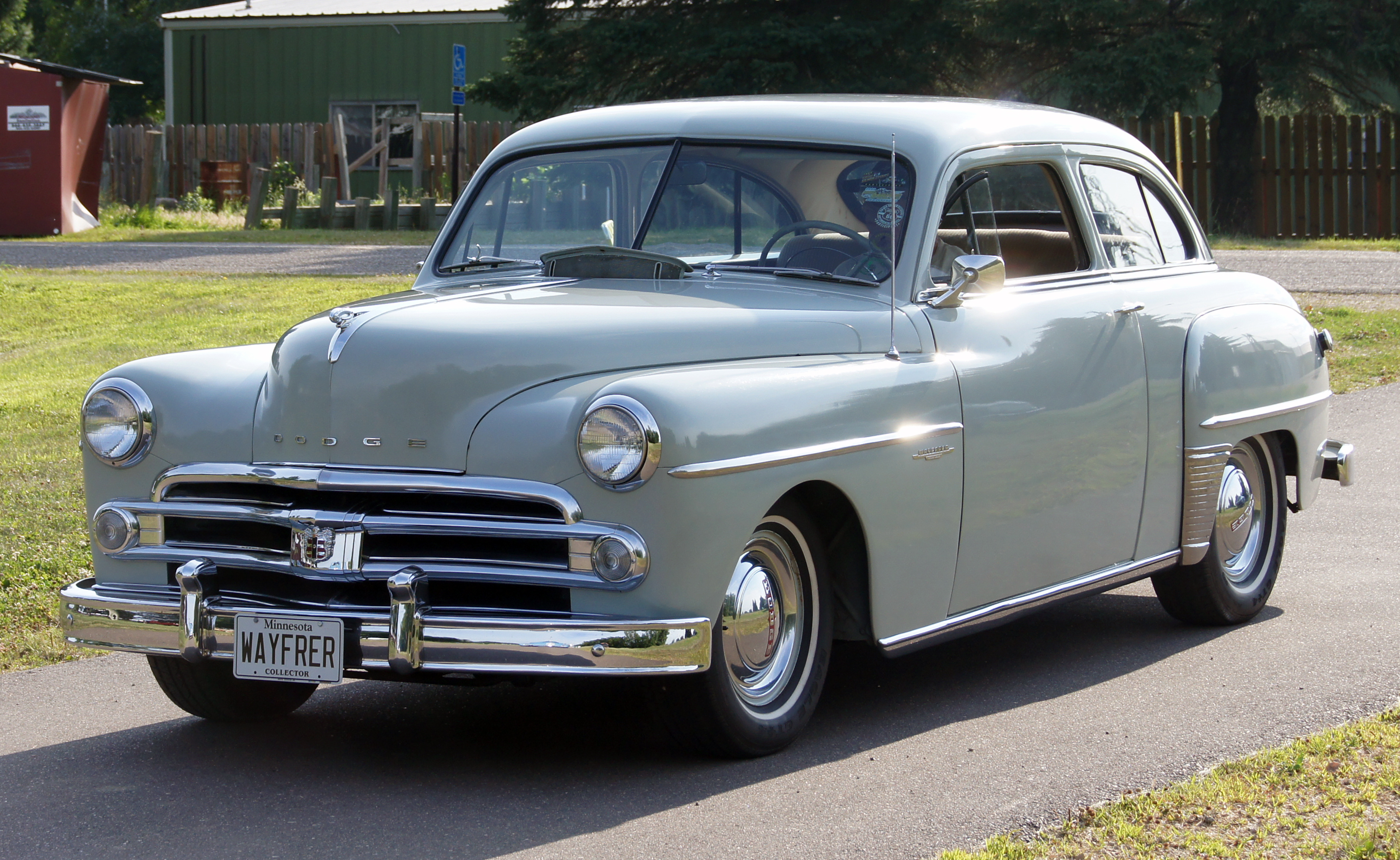
Седан 1950 року

Для 1950 року, Wayfarer D-33 (як для всієї лінійки Dodge) отримав оновлення з витонченішою решіткою, новими бамперами, і новими задніми крилами з задніми ліхтарями, вмонтованими прямо на них. В середині року, родстер перейменували в Sportabout, так як Chrysler усвідомив, що було продано дуже мало «справжніх» родстерів. Sportabout, не схожий на решту лінійки Wayfarer, також отримав молдинг кузова, який подовжився на передні двері. Встановлювалась 1-камерна, L-подібна рядна шістка об’ємом 230 куб. дюймів (3.8 л), зі 103 к. с. (77 кВт). Це була єдина опція двигуна протягом цілого виробничого циклу Wayfarer.
Зловісний 104-денний страйк, який тривав з 25 січня по 8 травня, завдав шкоди всьому виробництву Chrysler того року. Тим часом, прибуття кабріолета Rambler Landau означало серйозну конкуренцію для родстера. Будучи дещо дорожчим, новий Rambler був набагато більш повно обладнаний і міг вмістити п’ятьох замість двох. Виробництво бізнес купе також припинилось, тоді як седана збільшилось для кращої суми ніж в 1949 році. Були збудовані 75,403 машини, з яких 65,000 седанів, 7500 купе, і 2903 родстери/Sportabout.

## 1951-1952

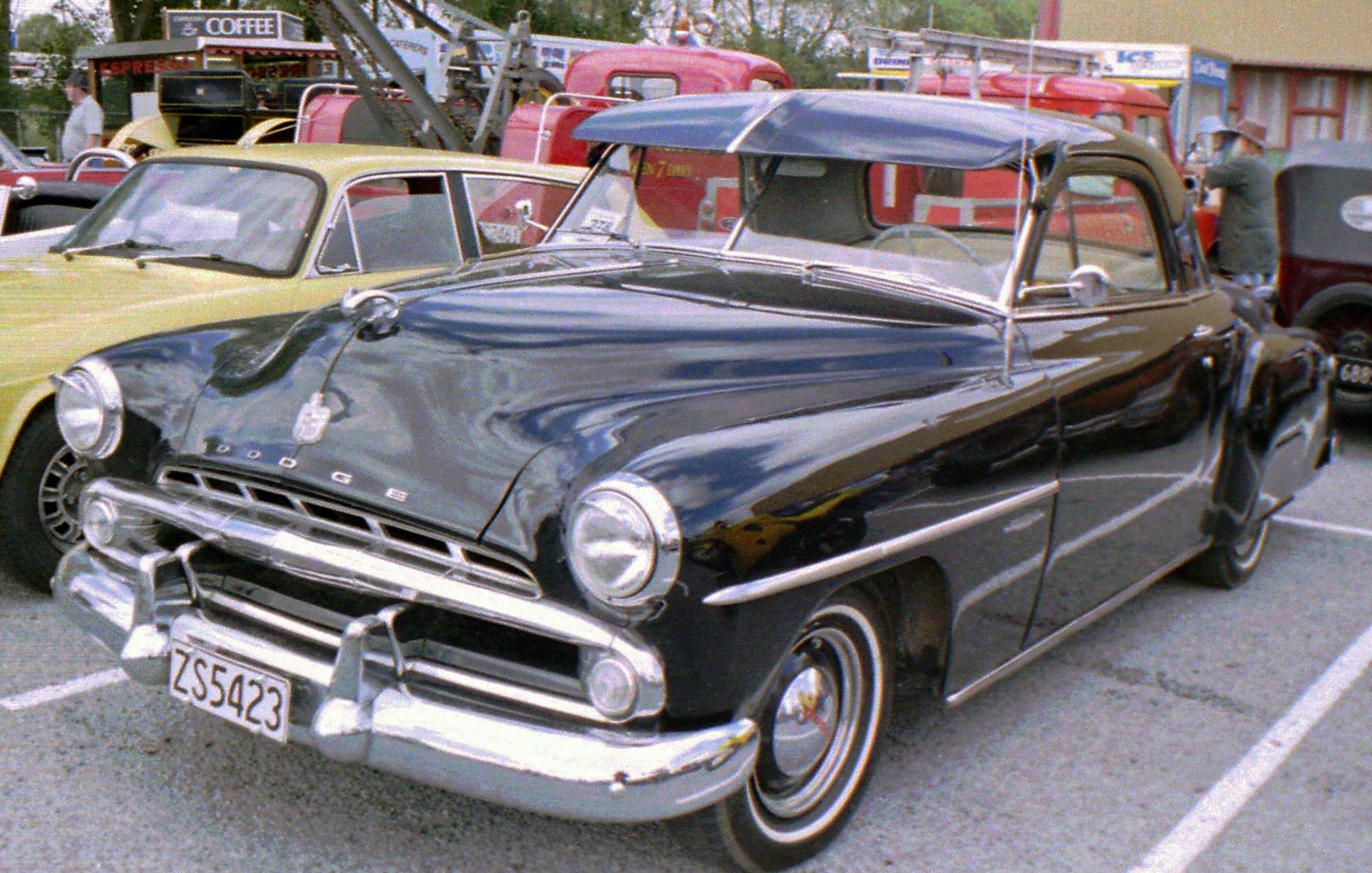
Клуб купе 1952 року

Wayfarer D-41 1951 року отримав ретельне оновлення, з новим капотом, передніми крилами і новою решткою з прорізами в двох секціях. Вітрове скло було більшим, нова панель приладів і внизу були нові амортизатори Oriflow. 1951 був останнім роком, коли був доступний Sportabout зі знімними боковими вікнами. Тогочасний дорожній тестер (Том МакКехіл, для Mechanix Illustrated) досяг максимальної швидкості у 87 миль/год. (140 км/год.), розгін 0-60 миль/год. за 17.4 секунд.
Моделі 1952 року були майже ідентичні 1951, і Dodge навіть не переймався розділяти число продажів за рік. Коли були представлені моделі 1952 року, Sportabout був включений до переліку із зазначенням доступності, але не випускався. Бізнес купе припинили випускати в лютому 1952, у зв’язку з тим, що почались більші витрати на Корейську війну, змушуючи виробників автомобілів зосереджуватись на їхніх більш популярних моделях. Таким чином, в останньому модельному році для більшості Wayfarer був лише доступний 2-дверний седан. Виробництво за 1951 і 1952 рр. склало 78,404 машин, з яких 70,700 седанів, 6702 бізнес купе, і лише 1002 Sportabout в 1951 році. В 1953 році була додана серія "Meadowbrook Special" для заміни Wayfarer в нижчому кінці лінії моделей Dodge.